# Шкала рясності
Шкала рясності (у геоботаниці) — чисельність і проективне покриття особин рослин по окомірной оцінці в балах. Відомі кілька ШР, напр., шкала Гульта-Друде, часто звана шкалою Друде (у дужках вказано приблизний відсоток проективного покриття):
1. одинично — (до 0,16);
2. мало — (0,80);
3. досить багато — (4);
4. багато — (20);
5. дуже багато — (понад 20);
6. рясно — (до 100).

Часто використовується також ШР Браун-Бланке:

r — поодинокі особини;

+ — мало особин;

1) середня чисельність індивідів; покривається менше 5 % досліджуваної території;

2) досить багато індивідів; покривається 5-25 % досліджуваної території;

3) покривається 25-50 % території, число індивідів не має значення;

4) покривається 50-75 % території;

5) покривається понад 75 % території.